# Lac Nasacauso
 (juillet 2018).
Le lac Nasacauso est un plan d’eau douce affluent de la rivière Eastmain, dans Eeyou Istchee Baie-James, dans la région administrative du Nord-du-Québec, dans la province de Québec, au Canada. Ce plan d’eau est situé presqu’à la limite Nord de la réserve Mistassini.
Le bassin versant du lac Nasacauso est desservi indirectement par la route forestière route 167 (sens Nord-Sud) qui passe à km à l'Est en remontant à l’Est du lac Mistassini, puis vers le Nord en suivant le cours de la rivière Takwa. Ensuite, cette route dessert la zone du réservoir de l'Eastmain 1.
La surface du lac Nasacauso est habituellement gelée de la fin octobre au début mai, toutefois la circulation sécuritaire sur la glace se fait généralement de la mi-novembre à la fin d'avril.[réf. nécessaire]

## Géographie
Les principaux bassins versants voisins du lac Nasacauso sont :
- côté nord : rivière Eastmain, rivière Ross (rivière Eastmain), lac Bauerman, lac Tréfart, lac Packard, lac Desdames, lac Bardin ;
- côté est : rivière Eastmain, lac de la Marée, rivière Tichégami ;
- côté sud : lac des Troglodytes, lac des Parulines, lac Cocomenhani, lac Cawachagamite, rivière Rupert, rivière Natastan ;
- côté ouest : lac Du Glas, lac Lamothe, lac Arquès, rivière Eastmain[1].

Situé au Nord-Ouest du lac Mistassini et à l’Est du réservoir Opinaca et en aval du lac de la Marée, l’extrémité
Est du lac Nasacauso est traversée sur 1,0 km vers le Nord par la rivière Eastmain. Juste en aval, cette rivière contourne une île (longueur : 9,2 km ; largeur : 5,4 km) de forme rectangulaire ; cette île constitue la rive Est du lac Nasacauso. Le lac Nasacauso comporte une superficie de 40,01 km2, une longueur de 9,4 km, une largeur maximale de 3,0 km et une altitude de 333 m.
Le lac Nasacauso comporte 14 îles dont la principale (longueur de 2,1 km) est en forme de crochet, au centre du lac. Les principales caractéristiques de ce lac sont (description selon le sens horaire à partir de l’embouchure) :
- deux îles barrant l’embouchure du lac dont l’une a longueur : 1,1 km. Ces deux îles sont enlignées vers le Nord-Ouest en prolongeant une presqu’île (longueur : 1,0 km) laquelle est rattachée à la rive Sud et forme la rive Sud-Ouest de la rivière Eastmain ;
- une presqu’île s’étirant sur 1,4 km vers l’Est, formant du côté Nord une baie de même longueur[1].

L’embouchure du lac Nasacauso est localisée au fond d’une baie de la rive Est du lac, soit à :
- 14,3 km au Nord-Ouest du lac de la Marée lequel est traversé par la rivière Eastmain ;
- 42,1 km à l’Est du réservoir de l'Eastmain 1 ;
- 149,6 km à l’Est du réservoir Opinaca ;
- 110,4 km au Nord-Ouest du lac Mistassini ;
- 128,3 km au Nord-Est du centre du village de Nemaska (municipalité de village cri) ;
- 230 km au Nord-Ouest du centre-ville de Chibougamau ;
- 284 km au Nord-Est de la confluence de la rivière Eastmain et de la baie James[1]

Le lac Nasacauso est situé sur la rive Est du lac. De là, le courant emprunte le cours de la rivière Eastmain laquelle coule généralement vers le Sud-Ouest jusqu’à la rive Est de la baie James.

## Toponymie
Le toponyme "lac Nasacauso" a été officialisé le 5 décembre 1968 par la Commission de toponymie du Québec, soit à la création de la commission.